# گولشنیتسا
گولشنیتسا (به صربی: Golešnica) یک روستا در صربستان است که در Aleksinac Municipality واقع شده‌است. گولشنیتسا ۴ نفر جمعیت دارد.